# Horacio Bongiovanni
Horacio Carlos Bongiovanni (Rosario, Argentina, 8 de agosto de 1950-Buenos Aires, 27 de octubre de 2021) fue un futbolista y entrenador argentino. Jugaba de centrocampista. 

## Trayectoria como futbolista
- 1970-1973 Boca Juniors
- 1974 Argentinos Juniors
- 1975-1976 All Boys
- 1976-1977 Unión de Santa Fe

## Como director técnico
En 1981 era ayudante de Silvio Marzolini. Debido a un problema cardiaco de Marzolini condujo interinamente a Boca Juniors algunos partidos del campeonato.
Trayectoria como entrenador
- 1981 Boca Juniors
- 1984 All Boys
- 1984 Estudiantes
- 1988 Atlético de Rafaela
- 1988-1989 Cipolletti
- 1992 Atlético de Rafaela
- 1992-1993 Tigre
- 1993-1995 San Martín de Tucumán
- 1996 San Martín de San Juan
- 1996 Deportivo Morón
- 1997 Instituto
- 1998-1999 Club Atlético Douglas Haig

## Fallecimiento
Murió en la Ciudad Autónoma de Buenos Aires el 27 de octubre de 2021.